# Larrínzar
Larrínzar (Larrintzar en euskera y oficialmente[cita requerida]) es una localidad del concejo de Marieta-Larrínzar, que está situado en el municipio de Barrundia, en la provincia de Álava, España.

## Historia
Hacia mediados del siglo XIX, el lugar, por entonces perteneciente a Gamboa, tenía contabilizada una población de 42 habitantes. Aparece descrito en el décimo volumen del Diccionario geográfico-estadístico-histórico de España y sus posesiones de Ultramar de Pascual Madoz con las siguientes palabras:

LARRINZAR: v. del ayunt. de Gamboa, en la prov. de Alava (á Vitoria 2 1/2 leg.), part. jud. de Salvatierra (2 1/2), aud. terr. de Burgos (22), c. g. de las Provincias Vascongadas, dióc. de Calahorra (19): sit. en la cima de una montaña; clima frio; reinan todos los vientos, y no se conocen otras enfermedades que constipados y afecciones pectorales. Tiene 7 casas, cárcel, un palacio, igl. parr. (San Juan), servida por un cura beneficiado de patronato particular; cementerio al N.; y para el surtido de los vec. se halla un pozo en la pobl., y una fuente en el término, de aguas comunes y saludables. El térm. que confina N. Marieta; E. Ozaeta; S. Otaza, y O. Garayo, comprende los montes de Baserdi, San Miguel y Allarbasu, poblados de tocornos, espinos y andrinos. El terreno es arcilloso y le atraviesa el r. Zadorra. caminos: los locales en mediano estado: el correo se recibe de Vitoria. prod.: trigo, cebada, avena, yeros, alholbas, habas, maiz y alubias; cria de ganado vacuno, caballar y cabrío; caza de perdices y liebres; pesca de truchas, anguilas, barbos, loinas y cangrejos. pobl.: 7 vec., 42 almas.
(Madoz, 1847, p. 90)

El 10 de mayo de 1957, a causa de la construcción del embalse de Ullíbarri-Gamboa, pasó a formar parte del municipio de Barrundia.

## Demografía
| Gráfica de evolución demográfica de Larrínzar entre 1786 y 2017                    |
|                                                                                    |
| Población de derecho según los censos de población de la Enciclopedia Auñamendi]]. |

## Patrimonio
Hay en el lugar una iglesia de San Juan Bautista, que fue la parroquial.